# Lyle (Minnesota)
Lyle és una població dels Estats Units a l'estat de Minnesota. Segons el cens del 2000 tenia 566 habitants.

## Demografia
Segons el cens del 2000, Lyle tenia 566 habitants, 211 habitatges, i 148 famílies. La densitat de població era de 283,8 habitants per km².
Dels 211 habitatges en un 37,9% hi vivien nens de menys de 18 anys, en un 59,7% hi vivien parelles casades, en un 8,1% dones solteres, i en un 29,4% no eren unitats familiars. En el 25,6% dels habitatges hi vivien persones soles el 13,3% de les quals corresponia a persones de 65 anys o més que vivien soles. El nombre mitjà de persones vivint en cada habitatge era de 2,68 i el nombre mitjà de persones que vivien en cada família era de 3,26.
Per edats la població es repartia de la següent manera: un 30% tenia menys de 18 anys, un 6,7% entre 18 i 24, un 30,6% entre 25 i 44, un 17% de 45 a 60 i un 15,7% 65 anys o més.
L'edat mediana era de 37 anys. Per cada 100 dones de 18 o més anys hi havia 96 homes.
La renda mediana per habitatge era de 34.464$ i la renda mediana per família de 42.500$. Els homes tenien una renda mediana de 30.938$ mentre que les dones 24.107$. La renda per capita de la població era de 14.624$. Entorn del 4,2% de les famílies i el 9,4% de la població estaven per davall del llindar de pobresa.

## Poblacions més properes
El següent diagrama mostra les poblacions més properes.